# 1-methylcyclopropeen
1-methylcyclopropeen, of kortweg 1-MCP, is een onverzadigd koolwaterstof met als brutoformule C4H6. Het wordt gebruikt om fruit, groenten en snijbloemen langer houdbaar te maken door ze te beschermen tegen de (voor de handel) nadelige invloed van etheen. 1-methylcyclopropeen komt voor als een kleurloos gas dat vrijwel onoplosbaar is in water.

## Synthese
1-methylcyclopropeen kan bereid worden bij kamertemperatuur, uitgaande van 3-chloor-2-methylpropeen en fenyllithium als sterke organische base:
{\displaystyle {\ce {C4H7Cl + LiC6H5 -> C4H6 + LiCl + C6H6}}}

## Toepassing als plantenbeschermingsmiddel
Bepaalde geplukte vruchten en bloemen zijn gevoelig voor etheen, een gas dat werkt als een plantenhormoon. Onder invloed van etheen verwelken bloemen sneller en verliezen de vruchten hun glans. Deze werking gebeurt langs specifieke etheenreceptoren in de plant. 1-methylcyclopropeen heeft de eigenschap dat het deze receptoren blokkeert, zodat de etheengevoeligheid sterk vermindert. Dit effect is langdurig: na een eenmalige blootstelling aan een bepaalde dosis 1-methylcyclopropeen, kort na de pluk, blijven de behandelde planten of vruchten lange tijd bestand tegen de invloed van etheen, ook als ze samen met niet-behandeld product worden opgeslagen.
Deze toepassing werd ontwikkeld door onderzoekers van de North Carolina State University in de Verenigde Staten. Zij bezitten ook het octrooi.

### Gebruikswijze
De behandeling van planten en vruchten met 1-methylcyclopropeen gebeurt met een gepatenteerd proces: het SmartFresh Quality System (gecommercialiseerd door AgroFresh, een dochtermaatschappij van Rohm & Haas). Hierbij wordt 1-methylcyclopropeen niet als gas gebruikt, maar in de vorm van een complex met een andere molecule, namelijk alfa-cyclodextrine, een macrocyclische ring van zes suikereenheden, waarin het als het ware wordt ingekapseld. Wanneer 1-methylcyclopropeen-gas doorheen een oplossing van alfa-cyclodextrine borrelt, houdt dit 1-methylcyclopropeen vast en vormt er een vast complex mee, dat neerslaat en na filteren en drogen een poeder geeft. Wanneer aan dit poeder later een overmaat water toegevoegd wordt, komt het gas weer vrij.
De behandeling met 1-methylcyclopropeen van pas geplukte vruchten zoals appelen gebeurt in een gasdichte ruimte, waarin een speciale dispenser met het 1-methylcyclopropeen-houdende poeder geplaatst wordt. Gedurende een vooraf bepaalde tijd (maximaal 24 uur) ontwijkt hieruit, door toevoeging van water, een weinig van het gas: een concentratie aan 1-methylcyclopropeen van minder dan 1 ppm in de ruimte volstaat. Na de behandeling kunnen de vruchten bewaard worden in normale omstandigheden, en zullen ze veel langer houdbaar zijn dan onbehandelde vruchten. Deze werkwijze is vrij eenvoudig en veilig; er moeten immers geen gascilinders gebruikt worden. Voor de consument zijn er geen nadelen verbonden aan deze behandeling.

## Regelgeving
1-methylcyclopropeen is door de Europese Commissie opgenomen in de lijst van toegelaten actieve stoffen voor gewasbescherming (bijlage 1 bij de "pesticiden"-richtlijn 91/414/EEG). Onder meer in Nederland en België is het, zoals gebruikt in het SmartFresh-proces, erkend.

## Toxicologie en veiligheid
1-methylcyclopropeen is een koolwaterstof en bijgevolg ook brandbaar. Het is vrij instabiel, reactief en het oxideert gemakkelijk. Door het in te kapselen in cyclodextrine worden deze nadelen omzeild: dan kan het, bij normale temperatuur, bijna 1 jaar bewaard blijven.